# Dysgonia crameri
Dysgonia crameri is een vlinder uit de familie spinneruilen (Erebidae). De wetenschappelijke naam is voor het eerst geldig gepubliceerd in 1885 door Moore.
De soort komt voor in tropisch Afrika.